# 經亨利
經亨利，KPM（Thomas Henry King，1883年7月17日—1963年5月30日），又譯京氏，前香港警隊首長、消防處首長、香港立法局議員及市政局議員。

## 生平
1883年生於英國。1904年加入警隊。他曾奉命保護來到香港宣傳革命的孫中山。1915年，因協助引渡犯人獲北洋政府頒發獎章。1921年升副警司。1922年3月3日香港海員大罷工期間，經亨利為了阻止罷工工人離開香港返回廣州，在沙田下令開槍對付抗議工人，造成3死8傷，史稱沙田慘案。1935年，成為警隊兼消防隊首長。1938年獲英皇警察獎章。1940年退休，與家人移居澳洲。1963年在澳洲逝世。
經亨利夫人（Jessie Mary King，京夫人），曾任香港女童軍總監，1937年頒授英帝國員佐勳章（MBE）。